# استوارت ماس
استوارت ماس (انگلیسی: Stewart Moss؛ ‏ ۲۷ نوامبر ۱۹۳۷ – ۱۳ سپتامبر ۲۰۱۷) بازیگر ایتالیایی‌تبار اهل ایالات متحده آمریکا بود. وی بین سال‌های ۱۹۶۴ تا ۱۹۹۳ میلادی فعالیت می‌کرد. وی دانش‌آموختۀ مدرسه درام دیوید گفن در دانشگاه ییل بود.
از فیلم‌ها یا مجموعه‌های تلویزیونی که وی در آن‌ها نقش داشته است، می‌توان به با هر نام دیگری، در راه خطر، توپاز، زیگ‌زاگ، پلیس و آخرین زوج آمریکا اشاره نمود.